# Grossardi
La famiglia Grossardi è un'antica famiglia nobiliare di Parma.

## Storia
La casata trae le sue origini da Berceto, in provincia di Parma, dove tuttora esiste un vicolo Grossardi, dove la famiglia possedeva delle case. Il più antico esponente di essa di cui si ha notizia è Jacopino Grossardi da Berceto, vivente nel 1480. Da qui, per varie ragioni, i rami della famiglia si spostarono via via in località sempre più vicine alla città di Parma, specialmente a Viazzano, dove nel XVI secolo troviamo Giuseppe Grossardi, secondo notaio ed amministratore del castello di Roccalanzona per conto dei Rossi di San Secondo. A Viazzano la famiglia possedeva una casa fin dal 1494, tuttora esistente e denominata Casa Grossardi. Fu proprio a Viazzano che, nel 1686, Angelo Grossardi, cancelliere del ducato, membro del consiglio generale nonché membro degli Anziani del Comune e coniuge di Laura Bolsi, anche lei di antica famiglia parmigiana, acquistò un podere dalla camera ducale di Parma. Lo stesso Angelo Grossardi venne creato nobile con i propri discendenti maschi e femmine nel 1699 dal duca Francesco Farnese e nel 1705 fu creato cavaliere e conte palatino dallo stesso duca. Ebbe tre figli: Giuseppe, Giovanni e Troilo. Di questi, Giovanni fu aiutante di camera del duca Antonio Farnese, ultimo di quella casata a detenere il ducato di Parma e Piacenza, che successivamente passò ai Borbone di Spagna, poi Borbone di Parma. Nel 1731 fu eletto foriere maggiore di palazzo da Enrichetta d'Este. Giuseppe, invece, marito di Isabella Venturini, fu capitano ducale dal 1731. Da Giuseppe Grossardi di Angelo discendono i componenti della linea secondogenita dei Grossardi, ossia quella di Medesano. 
Vi è poi la linea principale dei Grossardi, con residenza sia in Parma che a Medesano e discendente, come anche quella di Viazzano, da Giovanni Grossardi di Angelo, mentre da Luigi discende la linea di Viazzano e Varano de' Melegari della famiglia Grossardi. Figli del Tenente Luigi Grossardi di Viazzano e della di lui moglie Luigia Berchet furono il celebre patriota carbonaro dott. Giovanni (1784-1861) da cui Cassio; e Francesco (n. 1791) che venne coniugato con la nobile Carolina Grossardi, figlia del dott. Avv. Giovanni Carlo (linea di Medesano) e della contessa Marianna Rugarli, generando così un ramo della casata che discende sia dai Grossardi di Viazzano che da quelli di Medesano, che proseguì con il nob. Quinzio Grossardi (1835-1895) coniugato con Adelaide Rossi da cui la nob. Carolina Grossardi (1873-1953) sposata ad Ernesto Bonazzi.  
La famiglia Grossardi, di antica tradizione militare, ha dato i natali a molti ufficiali militari ducali e regi, uomini politici e diplomatici. Tra questi un altro Angelo Grossardi, di Giuseppe, di Angelo, che sposò la baronessa Maddalena Del Campo e che appare col grado di capitano ducale nel 1741. Egli risiedette nel General Consiglio di Parma nell'ordine dei nobili piazzesi e gentiluomini dal 1783 al 1786.  Il ramo dei Grossardi residente a Viazzano nel 1828 entrò in possesso del castello di Varano de' Melegari e, alla fine del XIX secolo, il patrimonio di Cassio Grossardi, di Giovanni, assommava a più di 104 ettari di terra oltre a castello, case e possedimenti vari alle Faggie, al Ghirlonzo e ai Pecorini. I fratelli Angelo e Giovanni Grossardi, di Francesco, si arruolarono nell'esercito di Napoleone Bonaparte. Angelo divenne tenente in quelle truppe, partecipò alla campagna di Russia, a quella di Francia e a quella di Germania. Una volta disciolte le truppe di Napoleone tornò a Parma, dove fu promosso prima capitano e poi maggiore dei ducali dragoni di Parma nel 1848. Il fratello Giovanni, invece, divenne capitano dei Tirailleurs de la garde impériale de France, e cadde nella battaglia di Dresda nel 1813. 
È nella seconda metà del '700 che i Grossardi acquistano "il poggio" di Medesano, una grande proprietà dove edificarono una grande villa, tuttora esistente ma stravolta dal suo assetto originale, e che tra le altre cose ospitava un teatrino privato ed una chiesetta in stile barocco emiliano. È quasi certo che la maggior parte degli esponenti della casata, negli anni tra la fine del 1700 e quasi tutto l'800, avesse preso parte alla società segreta della Carboneria, abbracciando la causa dell'Unità d'Italia e della creazione del Regno d'Italia. 
I Grossardi si imparentarono con varie casate nobiliari come i Venturini, i Landi, i baroni Del Campo, gli Artusi, i marchesi Ventura, i conti Rugarli, ma anche con i conti Macola di Verona, con i conti Bollini Marchisio di Predosa e con i conti Della Torre Valsassina di Spessa e Villalta detti anche Von Thurn-Valsassina von Spessa und Villalta, una famiglia Austro-Ungarica che discende dal ramo friulano dei Della Torre di Milano. Altre famiglie del parmense, se pur non nobili ma di un certo rilievo, si sono imparentate con i Grossardi, tra di esse i Bonazzi e gli Ugolotti. 
Nel 1947 fu compilato da Fabio Grossardi, di Gian Carlo, cavaliere del Sovrano Militare Ordine di Malta, un cenno storico sulla famiglia Grossardi nel Libro d'oro della nobiltà italiana. Dopo vari anni, la famiglia Grossardi entrò anche nell'Annuario della nobiltà italiana. 
I Grossardi possedevano un palazzo nel centro di Parma, in quello che è tutt'oggi chiamato vicolo Grossardi (che collega via Massimo D'Azeglio con via Kennedy), mentre una strada di Medesano è intitolata a Gian Carlo Grossardi, autore del "Galateo del carabiniere". La strada si trova in località "Palazzo Grossardi", dove la famiglia possedeva delle case e dei terreni, ma quel ramo dei Grossardi risultava risiedere, e alcuni discendenti vi risiedono tuttora, in Villa Grossardi, sempre in Medesano. La villa venne edificata probabilmente da Giovanni o da Angelo Grossardi, nella seconda metà del 1600, ed è una delle poche ville del Parmense ad essere rimasta in proprietà della stessa famiglia per secoli. È degna di nota una saletta quadrata al suo interno, totalmente dipinta ad affresco, che un tempo costituiva una cappella privata. All'interno di quest'ultima, oltre ad un'immagine sacra abbastanza deteriorata, si rileva un'iscrizione in latino, portante lo stemma della famiglia Grossardi e recante la data del 1799.

## Esponenti illustri
I più celebri membri della casata furono:
- Angelo Grossardi (Parma, XVIII secolo), figlio di Giuseppe. Fu, come il padre, Capitano delle truppe ducali di Parma; sposò la Baronessa Maddalena Del Campo. Dal 1783 al 1786 risiedette nel General Consiglio di Parma nell'ordine dei nobili piazzesi. Era il nipote di Angelo Grossardi che ottenne, nel 1699, il titolo di Nobile e dal quale discendono tutti i componenti della famiglia.
- Cassio Grossardi (Castello di Varano de' Melegari, 1819 - 1898), figlio del Nob. Giovanni e di Laura dei Marchesi Ventura; intraprese la carriera militare raggiungendo il grado di maggior generale; quando si ritirò nel castello di Varano de' Melegari si dedicò esclusivamente a studi militari e alle sue terre. Sposò la contessa Silvia Bollini Marchisio della Predosa, da lei ebbe Fabio Grossardi.
- Gian Carlo Grossardi (Medesano, 1842 - 1897), figlio di Fabio, colonnello dei Carabinieri e comandante la legione territoriale di Roma; negli anni 1891-1892 occupò la carica di capo di stato maggiore. Sposò Giuseppina de' Rossi e da lei ebbe sei figli. Lasciò, inoltre, molti scritti di istituzione militare oltre alla stesura del Galateo del carabiniere.
- Giovanni Carlo Grossardi  (Medesano, seconda metà del XVIII secolo), si laureò in legge divenendo avvocato e giudice collegiato, sposò Marianna de' Conti Rugarli e da lei ebbe Fabio e Carolina, coniugata col nob. Francesco Grossardi di Luigi (n. 1791). Negli anni dal 1827 al 1831 il Grossardi fu Podestà di Medesano. Fece mettere in scena nel 1793, nel teatrino privato della sua villa di Medesano, "I Pretendenti Burlati" di Ferdinando Paër.
- Giovanni Grossardi, nato nel 1705. Fu Aiutante di Camera del Duca Antonio Farnese fino alla di lui morte nel 1731. In quell'anno la Duchessa Enrichetta d'Este, vedova del Duca Antonio e nuova Duchessa di Parma e Piacenza lo nominò Foriere Maggiore di Palazzo.
- Francesco Grossardi, nato nel 1755. Maggiore delle truppe Ducali. Sposò Anna Landi ed ebbe Angelo da cui Pompeo; Giovanni e Laura, che sposò Giuseppe Ugolotti, gran ciambellano della duchessa Maria Luisa d'Asburgo-Lorena, da cui ebbe otto figli, tra cui Isotta. Quest'ultima venne coniugata con Camillo Von Thurn-Valsassina o Della Torre di Valsassina, conte dell'impero austriaco, signore di Spessa e Villalta, facente parte di una famiglia Lombardo-Veneta. Da Francesco discende un ramo della famiglia che fissò la propria dimora in Medesano.
- Giovanni Grossardi (Viazzano 1784 - Torino 1861). Figlio di Luigi Grossardi. Studiò a Parma con grande profitto, laureandosi in matematica. Spirito bizzarro, apparve quasi terribile nelle sue imprese rivoluzionarie. Fu anche uno dei più importanti esponenti della Carboneria parmense assiame al conte Jacopo Sanvitale e ad altri componenti della famiglia Grossardi, come Carlo, Luigi e Angelo Grossardi. Dopo i moti carbonari, fu costretto a fuggire attraverso gli appennini a Livorno, da dove si diresse in Corsica, luogo nel quale grazie alle elevate disponibilità economiche impiantò una fabbrica di vetro, per tenere segretamente la corrispondenza con gli altri fautori dei moti. Dalla Corsica fuggì a Lione, dove aprì un gabinetto di lettura e insegnò matematica e italiano. Convinto poi a rientrare a Parma, fuggì a Torino nel 1849, dove morì nel 1861, lasciando una cospicua eredità ai figli. Aveva sposato Laura Ventura a Parma, e da lei ebbe Cassio, Bruto,Celeste in Amadio Venturini e Merope in Dardani.

## Stemma
"D'azzurro a tre monti al naturale, quello di mezzo più alto e cimato di una fiamma di rosso, accompagnata in capo da tre stelle d'oro male ordinate. Corona Nobiliare."